# 阿图尔·席尔瓦·波莫切诺
阿图尔·席尔瓦·波莫切诺（葡萄牙語：Artur Silva Pomoceno，1997年5月1日—），巴西男子羽毛球運動員。

## 簡歷
2017年10月，阿图尔·席尔瓦·波莫切诺出戰南方共同市場羽毛球國際系列賽，與法比安娜·席尔瓦合作贏得混合雙打比賽冠軍。

## 主要比賽成績
只列出曾進入準決賽的國際賽事成績：
| 年份   | 賽事                                        | 公開賽級別 | 項目     | 搭檔            | 成績   |
| ------ | ------------------------------------------- | ---------- | -------- | --------------- | ------ |
| 2014年 | 泛美洲青年羽毛球錦標賽                      | 其他       | 混合團體 | －              | 亞軍   |
| 2015年 | 泛美洲青年羽毛球錦標賽                      | 其他       | 混合團體 | －              | 亞軍   |
| 2015年 | 泛美洲青年羽毛球錦標賽                      | 其他       | 男子單打 | －              | 亞軍   |
| 2016年 | 泛美洲羽毛球錦標賽                          | 其他       | 混合團體 | －              | 亞軍   |
| 2016年 | 泛美洲羽毛球錦標賽                          | 其他       | 男子單打 | －              | 亞軍   |
| 2017年 | 泛美洲羽毛球錦標賽                          | 其他       | 混合團體 | －              | 亞軍   |
| 2017年 | 南方共同市場羽毛球國際系列賽                | 國際系列賽 | 混合雙打 | 法比安娜·席尔瓦 | 冠軍   |
| 2017年 | 蘇利南羽毛球國際賽                          | 國際系列賽 | 男子單打 | －              | 準決賽 |
| 2018年 | 巴西羽毛球國際賽                            | 國際挑戰賽 | 混合雙打 | 法比安娜·席尔瓦 | 準決賽 |
| 2018年 | 秘魯羽毛球國際賽                            | 國際系列賽 | 混合雙打 | 法比安娜·席尔瓦 | 冠軍   |
| 2018年 | 墨西哥羽毛球國際賽                          | 國際系列賽 | 混合雙打 | 法比安娜·席尔瓦 | 準決賽 |
| 2018年 | 聖多明哥羽毛球公開賽                        | 國際系列賽 | 男子單打 | －              | 準決賽 |
| 2018年 | 聖多明哥羽毛球公開賽                        | 國際系列賽 | 混合單打 | 法比安娜·席尔瓦 | 準決賽 |
| 2019年 | 泛美洲羽毛球混合團體錦標賽                  | 其他       | 混合團體 | －              | 季軍   |
| 2019年 | 牙買加羽毛球國際賽                          | 國際系列賽 | 混合雙打 | 洛海尼·維森特   | 冠軍   |
| 2019年 | 秘魯羽毛球國際賽                            | 國際系列賽 | 男子單打 | －              | 準決賽 |
| 2019年 | 秘魯羽毛球國際賽                            | 國際系列賽 | 混合雙打 | 法比安娜·席尔瓦 | 準決賽 |
| 2019年 | 巴西羽毛球未來系列賽 （页面存档备份，存于） | 未來系列賽 | 男子單打 | －              | 冠軍   |
| 2019年 | 巴西羽毛球未來系列賽 （页面存档备份，存于） | 未來系列賽 | 混合雙打 | 薩米亞·利馬     | 亞軍   |
| 2021年 | 巴西羽毛器國際系列賽                        | 國際系列賽 | 男子單打 | －              | 準決賽 |
| 2021年 | 巴西羽毛器國際系列賽                        | 國際系列賽 | 男子雙打 | Izak Batalha    | 亞軍   |
| 2021年 | 巴西羽毛器國際系列賽                        | 國際系列賽 | 混合雙打 | 薩米亞·利馬     | 亞軍   |
| 2021年 | 多明尼加羽毛球公開賽                        | 未來系列賽 | 男子雙打 | Izak Batalha    | 亞軍   |
| 2021年 | 多明尼加羽毛球公開賽                        | 未來系列賽 | 混合雙打 | 薩米亞·利馬     | 亞軍   |
| 2021年 | 墨西哥羽毛球國際賽                          | 國際系列賽 | 男子單打 | －              | 準決賽 |
| 2021年 | 薩爾瓦多羽毛球國際賽                        | 國際系列賽 | 男子單打 | －              | 準決賽 |
| 2021年 | 薩爾瓦多羽毛球國際賽                        | 國際系列賽 | 男子雙打 | Jonathan Matias | 冠軍   |
| 2022年 | 泛美洲羽毛球男女子團體錦標賽                | 其他       | 男子團體 | －              | 亞軍   |
| 2024年 | 泛美洲羽毛球男女子團體錦標賽                | 其他       | 男子團體 | －              | 亞軍   |

| 2007-2017年 | 首要超級賽 | 超級賽 | 黃金大獎賽 | 大獎賽 | 國際挑戰賽 | 國際系列賽 | 未來系列賽 | 其他 |

| 2018-2026年 | 總決賽 | 超級1000賽 | 超級750賽 | 超級500賽 | 超級300賽 | 超級100賽 | 國際挑戰賽 | 國際系列賽 | 未來系列賽 | 其他 |